# Reading East (circonscription du Parlement britannique)
Circonscription parlementaire de la Chambre des communes
La circonscription de Reading East est une circonscription parlementaire britannique située dans le Berkshire, et représentée à la Chambre des communes du Parlement britannique depuis 2017 par Matt Rodda du Parti travailliste.

## Members of Parliament
| Élection | Élection | Membre         | Membre | Parti        |
| -------- | -------- | -------------- | ------ | ------------ |
|          | 1983     | Gerard Vaughan |        | Conservateur |
|          | 1997     | Jane Griffiths |        | Travailliste |
|          | 2005     | Rob Wilson     |        | Conservateur |
|          | 2017     | Matt Rodda     |        | Travailliste |

## Élections

Résultats élection pour Reading East.

### Élections dans les années 2010
| Parti         | Parti                | Candidat              | Voix   | %    | ±    |
| ------------- | -------------------- | --------------------- | ------ | ---- | ---- |
|               | Travailliste         | Matt Rodda            | 27,102 | 48,5 | -0.5 |
|               | Conservateur         | Craig Morley          | 21,178 | 37,9 | −4.4 |
|               | Libéral Démocrate    | Imogen Shepherd-DuBey | 5,035  | 9,0  | +2.9 |
|               | Green                | David McElroy         | 1,549  | 2,8  | +0.8 |
|               | Brexit               | Mitchell Feierstein   | 852    | 1,5  | +1.5 |
|               | Christian Peoples    | Yemi Awolola          | 202    | 0,4  | +0.4 |
| Majorité      | Majorité             | Majorité              | 5,924  | 10,6 | +3.8 |
| Participation | Participation        | Participation         | 56,055 | 72,6 | -0.5 |
|               | Travailliste retenir | Travailliste retenir  | Swing  | +1.9 |      |

| Parti         | Parti                                   | Candidat                                | Voix   | %    | ±     |
| ------------- | --------------------------------------- | --------------------------------------- | ------ | ---- | ----- |
|               | Travailliste                            | Matt Rodda                              | 27,093 | 49,0 | +16.0 |
|               | Conservateur                            | Rob Wilson                              | 23,344 | 42,3 | −3.7  |
|               | Libéral Démocrate                       | Jenny Woods                             | 3,378  | 6,1  | −1.2  |
|               | Green                                   | Kizzi Johannessen                       | 1,093  | 2,0  | −4.4  |
|               | Indépendant                             | Michael Turberville                     | 188    | 0,3  | +0.3  |
|               | Movement for Active Democracy           | Andy Kirkwood                           | 142    | 0,0  | +0.0  |
| Majorité      | Majorité                                | Majorité                                | 3,749  | 6,7  | N/A   |
| Participation | Participation                           | Participation                           | 55,370 | 73,1 | +3.2  |
|               | Travailliste vainqueur sur Conservateur | Travailliste vainqueur sur Conservateur | Swing  | +9.9 |       |

| Parti         | Parti                | Candidat             | Voix   | %    | ±     |
| ------------- | -------------------- | -------------------- | ------ | ---- | ----- |
|               | Conservateur         | Rob Wilson           | 23,217 | 46,0 | +3.4  |
|               | Travailliste         | Matt Rodda           | 16,697 | 33,1 | +7.6  |
|               | Libéral Démocrate    | Jenny Woods          | 3,719  | 7,4  | −19.9 |
|               | UKIP                 | Christine Forrester  | 3,647  | 7,2  | +5.0  |
|               | Green                | Rob White            | 3,214  | 6,4  | +4.3  |
| Majorité      | Majorité             | Majorité             | 6,520  | 12,9 | -2.3  |
| Participation | Participation        | Participation        | 50,494 | 69,0 | +2.3  |
|               | Conservateur retenir | Conservateur retenir | Swing  | −2.1 |       |

| Parti         | Parti                | Candidat             | Voix   | %    | ±    |
| ------------- | -------------------- | -------------------- | ------ | ---- | ---- |
|               | Conservateur         | Rob Wilson           | 21,269 | 42,6 | +6.9 |
|               | Libéral Démocrate    | Gareth Epps          | 13,664 | 27,3 | +3.1 |
|               | Travailliste         | Anneliese Dodds      | 12,729 | 25,5 | −8.5 |
|               | UKIP                 | Adrian Pitfield      | 1,086  | 2,2  | +0.2 |
|               | Green                | Rob White            | 1,069  | 2,1  | −1.4 |
|               | Indépendant          | Joan Lloyd           | 111    | 0,2  | +0.2 |
|               | Indépendant          | Michael Turberville  | 57     | 0,1  | +0.1 |
| Majorité      | Majorité             | Majorité             | 7,605  | 15,3 | -2.1 |
| Participation | Participation        | Participation        | 49,985 | 66,7 | +8.2 |
|               | Conservateur retenir | Conservateur retenir | Swing  | +2.0 |      |

### Élections dans les années 2000
| Parti         | Parti                                   | Candidat                                | Voix   | %    | ±     |
| ------------- | --------------------------------------- | --------------------------------------- | ------ | ---- | ----- |
|               | Conservateur                            | Rob Wilson                              | 15,557 | 35,4 | +3.4  |
|               | Travailliste                            | Tony Page                               | 15,082 | 34,3 | −10.5 |
|               | Libéral Démocrate                       | John Howson                             | 10,619 | 24,2 | +5.7  |
|               | Green                                   | Rob White                               | 1,548  | 3,5  | +1.1  |
|               | UKIP                                    | David Lamb                              | 849    | 1,9  | +0.7  |
|               | Indépendant                             | Joan Lloyd                              | 135    | 0,3  | +0.3  |
|               | Indépendant                             | Rex Hora                                | 122    | 0,3  | +0.3  |
| Majorité      | Majorité                                | Majorité                                | 475    | 1,1  | N/A   |
| Participation | Participation                           | Participation                           | 43,912 | 60,3 | +1.9  |
|               | Conservateur vainqueur sur Travailliste | Conservateur vainqueur sur Travailliste | Swing  | +7.0 |       |
| Source BBC    |                                         |                                         |        |      |       |

| Parti                           | Parti                | Candidat             | Voix   | %    | ±     |
| ------------------------------- | -------------------- | -------------------- | ------ | ---- | ----- |
|                                 | Travailliste         | Jane Griffiths       | 19,538 | 44,8 | +2.1  |
|                                 | Conservateur         | Barry Tanswell       | 13,943 | 32,0 | −3.2  |
|                                 | Libéral Démocrate    | Thomas Dobrashian    | 8,078  | 18,5 | 0.0   |
|                                 | Green                | Miriam Kennet        | 1,053  | 2,4  | N/A   |
|                                 | UKIP                 | Amy Thornton         | 525    | 1,2  | +0.7  |
|                                 | Socialiste Alliance  | Darren Williams      | 394    | 0,9  | N/A   |
|                                 | Indépendant          | Peter Hammerson      | 94     | 0,2  | N/A   |
| Majorité                        | Majorité             | Majorité             | 5,595  | 12,8 | +5.3  |
| Participation                   | Participation        | Participation        | 43,625 | 58,4 | −11.7 |
|                                 | Travailliste retenir | Travailliste retenir | Swing  | −2.7 |       |
| Source House of Commons Library |                      |                      |        |      |       |

### Élections dans les années 1990
| Parti         | Parti                                   | Candidat                                | Voix   | %     | ±     |
| ------------- | --------------------------------------- | --------------------------------------- | ------ | ----- | ----- |
|               | Travailliste                            | Jane Griffiths                          | 21,461 | 42,7  | +13.8 |
|               | Conservateur                            | John Watts                              | 17,666 | 35,2  | −13.9 |
|               | Libéral Démocrate                       | Sam Samuel                              | 9,307  | 18,5  | -1.9  |
|               | Référendum                              | David Harmer                            | 1,042  | 2,1   | N/A   |
|               | Natural Law                             | John Buckley                            | 254    | 0,5   | N/A   |
|               | UKIP                                    | A L Thornton                            | 252    | 0,5   | N/A   |
|               | BNP                                     | Barbara Packer                          | 238    | 0,5   | N/A   |
| Majorité      | Majorité                                | Majorité                                | 3,795  | 7,5   | N/A   |
| Participation | Participation                           | Participation                           | 50,220 | 70,2  | −4.8  |
|               | Travailliste vainqueur sur Conservateur | Travailliste vainqueur sur Conservateur | Swing  | +17.2 |       |

| Parti         | Parti                | Candidat             | Voix   | %    | ±     |
| ------------- | -------------------- | -------------------- | ------ | ---- | ----- |
|               | Conservateur         | Gerard Vaughan       | 29,148 | 53,8 | + 0.0 |
|               | Travailliste         | Gillian Parker       | 14,593 | 27,0 | +5.5  |
|               | Libéral Démocrate    | Denis Thair          | 9,528  | 17,6 | −5.6  |
|               | Green                | A McCubbin           | 861    | 1,6  | +0.3  |
| Majorité      | Majorité             | Majorité             | 14,555 | 26,8 | −3.8  |
| Participation | Participation        | Participation        | 54,130 | 75,0 | +1.7  |
|               | Conservateur retenir | Conservateur retenir | Swing  | −2.8 |       |

### Élections dans les années 1980
| Parti         | Parti                          | Candidat             | Voix   | %    | ±    |
| ------------- | ------------------------------ | -------------------- | ------ | ---- | ---- |
|               | Conservateur                   | Gerard Vaughan       | 28,515 | 53,8 | +2.2 |
|               | Alliance (Social Démocratique) | Susan Baring         | 12,298 | 23.2 | −4.2 |
|               | Travailliste                   | Martin Salter        | 11,371 | 21,5 | +2.1 |
|               | Green                          | Philip Unsworth      | 667    | 1,3  | +0.2 |
|               | CSOSMG                         | Arthur Shone         | 125    | 0,2  | N/A  |
| Majorité      | Majorité                       | Majorité             | 16,217 | 30,6 | +6.4 |
| Participation | Participation                  | Participation        | 52,976 | 73,3 | +2.9 |
|               | Conservateur retenir           | Conservateur retenir | Swing  | +3.2 |      |

| Parti         | Parti                                  | Candidat         | Voix   | %    | ±   |
| ------------- | -------------------------------------- | ---------------- | ------ | ---- | --- |
|               | Conservateur                           | Gerard Vaughan   | 24,516 | 51,6 | N/A |
|               | Alliance (Social Démocratique)         | Chris Huhne      | 13,008 | 27.4 | N/A |
|               | Travailliste                           | K. Boyle         | 9,218  | 19,4 | N/A |
|               | Ecologie                               | Geoffrey Darnton | 519    | 1,1  | N/A |
|               | BNP                                    | P. Baker         | 147    | 0,3  | N/A |
|               | Common Market Party                    | B. Shone         | 113    | 0,2  | N/A |
| Majorité      | Majorité                               | Majorité         | 11,508 | 24,2 | N/A |
| Participation | Participation                          | Participation    | 47,512 | 70,4 | N/A |
|               | Conservateur vainqueur (nouveau siège) |                  |        |      |     |